# Astro Vaanavil
Astro Vaanavil – malezyjska stacja telewizyjna, skierowana do ludności indyjskiej w Malezji. Nadaje treści w  języku tamilskim. Została uruchomiona w 1996 roku.